# Chłodniki rusztowe

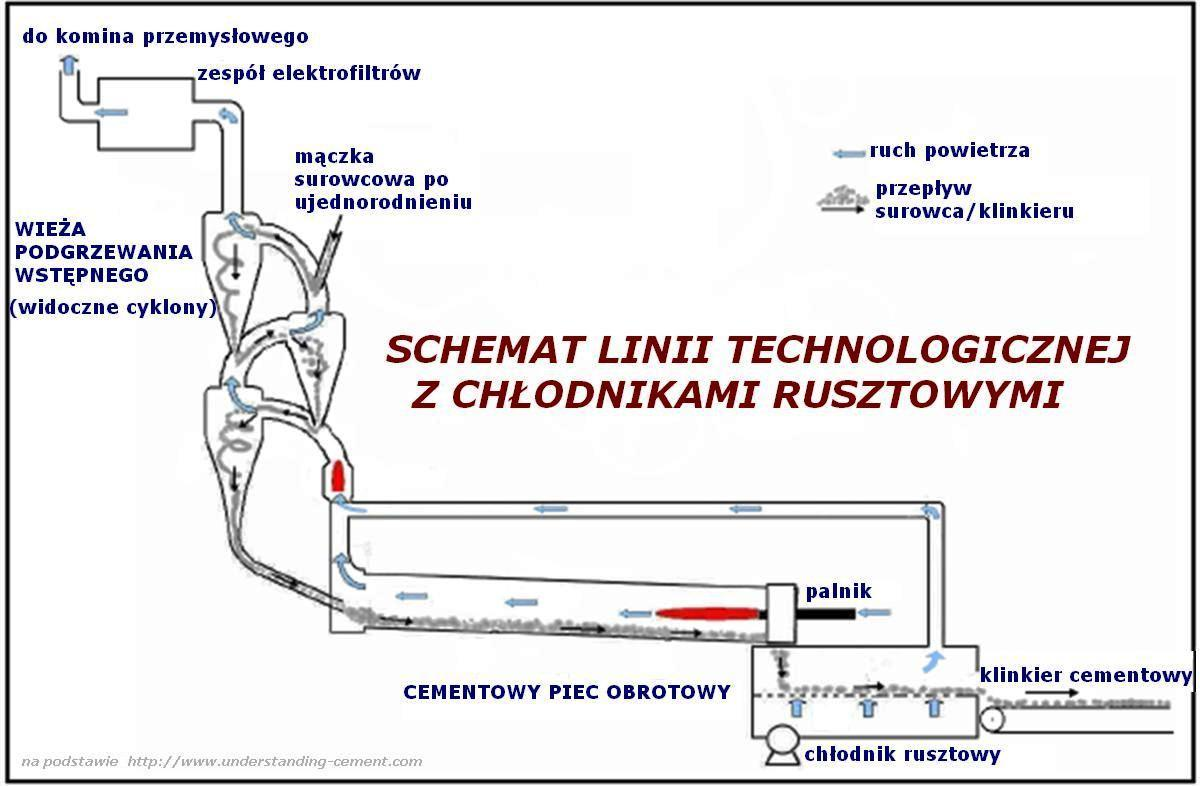
Umiejscowienie chłodnika rusztowego na linii technologicznej

Chłodniki rusztowe – element linii technologicznej pieca cementowego służący do schładzania klinkieru pod koniec procesu jego wytwarzania. Alternatywa dla chłodników planetarnych. Stosowane zarówno w przemyśle mineralnym, jak i ceramicznym do intensywnego schładzania na ruszcie chłodzącym materiału wypalonego bezpośrednio przedtem w piecu. Najczęściej składają się z wielu naprzemiennie stałych i ruchomych nośników płyt rusztowych, opływanych z dołu do góry przez gaz chłodzący (najczęściej powietrze).
Chłodniki rusztowe produkcji różnych firm różnią się między sobą dość znacznie. Wyróżnia się następujące odmiany konstrukcyjne:
- chłodniki rusztowe o ruchu posuwisto-zwrotnym z rusztem poprzecznym,
- chłodniki rusztowe o ruchu posuwisto-zwrotnym z rusztem pionowym,
- chłodniki o ruchu posuwisto-zwrotnym z rusztem kombinowanym,
- chłodnik rusztowy z rusztem przesuwnym.